# Bulletin financier
Le Bulletin financier était un journal fondé en 1868 à Paris par l'agent de change et journaliste belge Armand Mandel en même temps que La Cote libre de la Bourse de Bruxelles.

## Histoire
Le Bulletin financier est resté célèbre pour s'être opposé au financier belge controversé, Simon Philippart, qui avait pris le contrôle du Crédit mobilier en 1870.
Transformé en société anonyme, le titre était parvenu à un tirage de 20 000 exemplaires.
Émile Jacques-Palotte, sénateur de la Creuse de 1876 à 1884, directeur de la compagnie des mines, et investi dans la Compagnie française du télégraphe de Paris à New-York, le racheta. Armand Mandel quitta la rédaction pour fonder la Journée financière, qui devint un journal de polémique financière. Armand Mandel fut aussi chargé de la rédaction de la partie financière de La Lanterne.